# Olajzöldhátú bülbül
Az olajzöldhátú bülbül (Criniger olivaceus) a madarak (Aves) osztályának verébalakúak (Passeriformes) rendjébe, ezen belül a bülbülfélék (Pycnonotidae) családjába tartozó faj.

## Rendszerezése
A fajt William John Swainson angol ornitológus írta le 1837-ben, a Trichophorus nembe Trichophorus olivaceus néven.

## Előfordulása
Nyugat-Afrikában, Elefántcsontpart, Ghána, Guinea, Libéria és Sierra Leone  területén honos. 
Természetes élőhelyei a szubtrópusi vagy trópusi síkvidéki esőerdők. Állandó, nem vonuló faj.

## Megjelenése
Testhossza 18 centiméter.

## Életmódja
Többnyire rovarokkal táplálkozik, de gyümölcsöket is fogyaszt.

## Természetvédelmi helyzete
Az elterjedési területe nem nagy és az erdő irtások miatt csökken, egyedszáma is csökken. A Természetvédelmi Világszövetség Vörös listáján sebezhető fajként szerepel.